# Krytyka Wikipedii

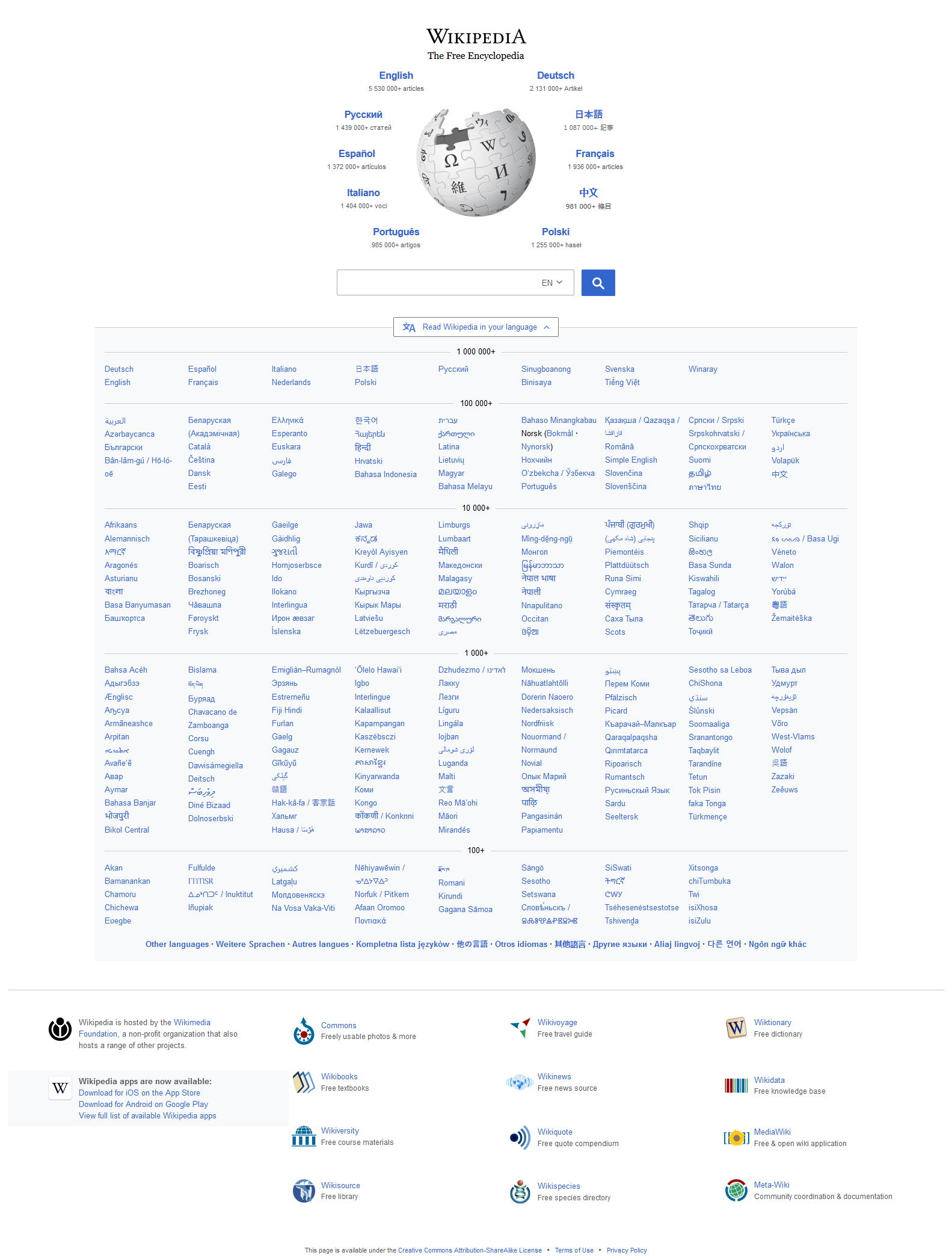
Wikipedia

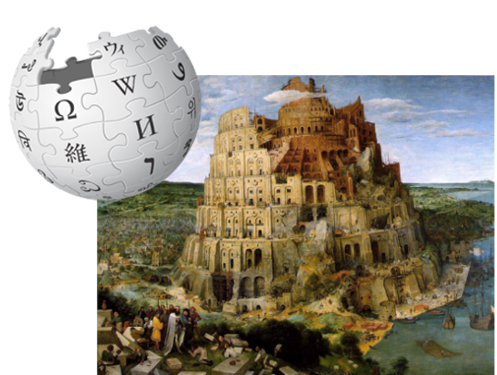
Wikibabel

Wikipedia – projekt społecznie tworzonej wolnej encyklopedii internetowej, wraz ze wzrostem ilości zamieszczanych w nim informacji oraz popularności staje się coraz częściej obiektem krytyki. Najważniejsze z nich to stwierdzenie, że sama otwartość projektu sprawia, że nie może on być uznany za pewne źródło informacji. Wikipedia krytykowana była też za naruszanie neutralnego punktu widzenia, a także za fakt, że dynamika grupowa serwisu utrudnia jego rozwój. Konkretne przykłady krytyki dotyczyły wystawiania czytelnika na przykłady bezpośredniego lub zawoalowanego wandalizmu, podejmowane przez użytkowników o ostro zarysowanych poglądach próby zdominowania zamieszczanych w artykułach informacji przez własne źródła, cytowanie niedokładnych lub nieistniejących materiałów w charakterze źródeł zamieszczanych informacji, wojny edycyjne i inne przypadki destruktywnego zachowania części edytorów.
Szczególnie warte uwagi przykłady kontrowersji na temat Wikipedii i jej edytorów przyciągnęły nieprzychylną uwagę mediów. Krytycy za pośrednictwem przykładów Seigenthalera i Essjaya podważali jakość Wikipedii i jej użyteczność jako źródła materiałów referencyjnych. Wikipedia stawała się podmiotem parodii i innej krytyki opartej na humorze.

## Krytyka koncepcji

### Model wiki
Wikipedia stała się obiektem zarówno pochwał, jak i krytyki, jeśli chodzi o przyjęty w niej model edytowania ogólnodostępnego. Larry Sanger, który odegrał znaczną rolę w powstaniu projektu, bibliotekarze, pracownicy naukowi i edytorzy innych encyklopedii uznali Wikipedię za mającą znikome znaczenie w roli materiału referencyjnego. Część wykładowców uniwersyteckich odradza swoim studentom cytowanie encyklopedii w opracowaniach, zachęcając ich do powoływania się na źródła pierwotne. Jeden z programów studiów uniwersyteckich oraz kilka szkół zakazało nawet bezpośrednio korzystania z cytatów z Wikipedii.
Polityka Wikipedii zakłada, że twierdzenia powinny być poparte pewnymi materiałami źródłowymi – idealnie takimi, które pochodzą z publikacji poddanych recenzji naukowej. Jimmy Wales, de facto przywódca prac Wikipedii, podkreśla, że encyklopedie dowolnego typu nie są zwykle odpowiednim źródłem materiału referencyjnego, jak też nie powinno się w nich pokładać wiary godnej autorytatywnych materiałów. W opublikowanym w roku 2005 studium, Emigh i Herring zaznaczają, że Wikipedia może osiągnąć swoje cele dzięki mechanizmom społecznym, dokonując samodzielnego normowania, w którym rdzenna grupa aktywnych uczestników monitorować będzie projekt pod kątem problemów i oczekiwań co do encyklopedycznego tekstu w rozumieniu szerszej kultury. Oliver Kamm wyraził swój sceptycyzm w stosunku do obowiązującego w Wikipedii sposobu podejmowania decyzji opartego na konsensusie: „Wikipedia nie podąża ścieżką prawdy, lecz konsensusu i jak w trakcie niekończącego się politycznego maratonu rezultat będzie zależny od najgłośniejszej i najbardziej upartej frakcji”.

### Użyteczność w charakterze materiału referencyjnego
Wikipedia zaznacza fakt, że nie powinno się jej używać w charakterze materiału referencyjnego przez poważne opracowania naukowe. Bibliotekarz Philip Bradley powiedział w opublikowanym w październiku 2004 w dzienniku The Guardian wywiadzie, że koncepcja rządząca serwisem jest „cudowna”, lecz sam nie wykorzystałby jej w praktyce, nie zna też „żadnego bibliotekarza, który by się tego podjął. Głównym problemem jest tu brak autorytetu. W przypadku publikacji drukowanych, ich wydawcy muszą zamieszczać weryfikowalne i stabilne dane, gdyż od ich dokładności zależy wręcz ich przeżycie. W przypadku publikacji internetowych, weryfikowalność wypada przez okno”.
Robert McHenry, były redaktor główny encyklopedii Encyclopaedia Britannica, stwierdził w listopadzie 2004:

Użytkownik odwiedzający Wikipedię, by posiąść nowe informacje z jakiejś dziedziny, albo by potwierdzić posiadane informacje, jest w takiej samej sytuacji, jak osoba odwiedzająca publiczna toaletę. Toaleta może być jednoznacznie brudna – w tym przypadku użytkownik musi wykazać się daleko posuniętą ostrożnością – lub może być względnie czysta – w tym przypadku użytkownik może zostać wciągnięty w iluzję bezpieczeństwa. Na pewno nie wie jednak nigdy, kto korzystał z owej toalety przed nim.

Firma medialna CNet Networks w materiale z 15 grudnia 2005 podała: „Wikipedia jest tak samo dobrym źródłem dokładnych informacji, jak Encyclopaedia Britannica, czcigodna skarbnica wiedzy o otaczającym nas świecie. Potwierdziły to opublikowane w czasopiśmie Nature w tym tygodniu badania”. Badania, które zostały przeprowadzone i opublikowane w grudniowym numerze czasopisma Nature, zostały skrytykowane przez Andrew Orlowskiego w materiale wstępnym do czasopisma The Register. Orlowski stwierdził:

Czasopismo Nature wysłało do recenzji wyłącznie niedokładne fragmenty artykułów pochodzących z Britanniki. Inni recenzenci otrzymali fragmenty artykułów z edycji dla dzieci, część otrzymała materiały z „wydania roku”. W jednym przypadku były to nawet sklejone bez większego ładu fragmenty pochodzące z różnych haseł z wprowadzonym materiałem własnym, co miało uchodzić za pojedynczy materiał Britanniki.

Encyclopaedia Britannica również obaliła jakość przeprowadzonego przez Nature badania, twierdząc, że były one obarczone fatalną wadą. Materiały wysłane do recenzji były zbiorami, które czasami zawierały fragmenty artykułów dla młodszych czytelników. Czasopismo Nature potwierdziło, że część recenzowanych materiałów była zbiorami różnych haseł, lecz podważyło tezę, jakoby spowodowało to unieważnienie wyników badania. Encyclopaedia Britannica wysunęła też tezę, jakoby badania przeprowadzone przez Nature sugerowały, że częstotliwość błędów w obydwu encyklopediach jest podobna, lecz wyszczególnienie błędów pokazało, że błędy w Wikipedii częściej polegały na podawaniu nieprawdziwych faktów, błędy Britanniki z drugiej strony podlegały pod kategorię „błędów przemilczenia”.

### Debata w Wall Street Journal
W wydaniu dziennika Wall Street Journal z 9 grudnia 2006 Jimmy Wales podjął debatę z Dale Holbergiem, głównym redaktorem Encyclopaedia Britannica. Holberg koncentrował się na konieczności eksperckiego podejścia do edytowania i kontroli nad publikacją, powołując się na Lewisa Mumforda, który stwierdził, że zbyt dużo informacji może „sprowadzić stan intelektualnego osłabienia i wykończenia, które trudno odróżnić od ogólnej ignorancji”.
Wales podkreślił różnicę dzielącą Wikipedię od innych encyklopedii i zapewnił, że jej otwartość i przejrzystość stanowią drogę do jakości. Holberg stwierdził, że „nie ma czasu ani miejsca, by odpowiednio odnieść się do (krytyki)”, i że „jest w stanie zebrać dowolną liczbę łączy do artykułów przypisujących Wikipedii błędy”. Odpowiedź Walesa brzmiała: „Nie ma sprawy! Wikipedia rusza na pomoc z wysokiej jakości artykułem”, po czym podał link do artykułu o nazwie „Krytyka Wikipedii”.

### Przydatność w charakterze encyklopedii
Robert McHenry stwierdził, że Wikipedia błądzi, ogłaszając się encyklopedią, gdyż to określenie zawiera w sobie konieczność posiadania autorytetu i wiarygodności, co w ich rozumieniu jest niemożliwe w przypadku publikacji o otwartym modelu tworzenia. McHenry stwierdził:

...dla zwykłego użytkownika wrzawa i niepewność towarzyszące Wikipedii i znajdujące się tuż pod powierzchnią artykułu są niewidoczne. Użytkownik trafia do artykułu Wikipedii być może po wyszukaniu informacji w Google i widzi, że artykuł jest częścią tego, co można nazwać „encyklopedią”. Jest to słowo niosące ze sobą potężne sugestie prawidłowości zamieszczanych informacji. Typowy użytkownik nie wie, w jaki sposób tradycyjne encyklopedie osiągają status weryfikowanych źródeł – wie tylko, że tak jest.

Często krytykujący Wikipedię Orlowski napisał we wstępie do grudniowego numeru The Register z 2005 roku:

Gdyby serwis znany dziś pod nazwą Wikipedia zaczął swoje istnienie pod nazwą na przykład „Wielka Torba z Rozmaitościami od Jimbo” to zapewne charakter projektu nie stałby się problematyczny w dzisiejszym ujęciu. Wikipedia jest zaiste, jak twierdzą to jej zwolennicy, fenomenalnym źródłem informacji o świecie popkultury. Może Wielka Torba z Rozmaitościami jest tym, co chciał stworzyć Jimbo – a może nie.
Zniesławienie jest niewątpliwie zniesławieniem, lecz oburzenie miałoby znacznie mniejszy zasięg, gdyby projekt Wikipedii nie wywyższał się tak. Problem leży w tym, że Wikipedia została jakoby stworzona sama dla siebie. Publika wie, czym jest encyklopedia. Wie też, że zawartym w encyklopedii informacjom można najczęściej ufać, a przynajmniej ufać w stopniu nieco wyższym niż informacjom, co do których zgadza się labiryntowa, tajemnicza biurokracja. Na pewno można im ufać znacznie bardziej, niż fragmentowi spontanicznie stworzonego graffiti – a Wikipedia jest koktajlem tych dwóch elementów w rozmiarze XXL.

Pewna liczba naukowców – w tym Sarah Deutch, dziekan wydziału nauk społecznych i profesor Duke University, czy Margaret Humphries, profesor historii i profesor nadzwyczajny nauk medycznych Duke University – skrytykowało Wikipedię za jej nieodpowiedniość jako źródła encyklopedycznych informacji. Wielu edytorów Wikipedii nie legitymuje się posiadaniem tytułów naukowych lub innych poświadczeń wiedzy na stopniu akademickim. Wykorzystywanie Wikipedii podczas pisania oficjalnych prac jest w wielu szkołach i uniwersytetach zakazane. Istniały szkoły, które całkowicie odcięły swoim uczniom możliwość korzystania z Wikipedii; inne pozwalają do niej sięgać wyłącznie jako miejsca, w którym odnaleźć można właściwe materiały referencyjne. Profesor fizyki na University of Maryland, Robert L. Park scharakteryzował Wikipedię jako cel dla „dostarczycieli pseudonauki”.
Artykuły Wikipedii stały się materiałem źródłowym dla „rozszerzania perspektyw” dostępnych na stronach internetowych magazynu Science. Pierwszą „perspektywą” wykorzystującą łącze do artykułu w Wikipedii było hasło „A White Collar Protein Senses Blue Light”, a od tego czasu wiele artykułów zostało wzbogaconych w ten sposób. Wydawca magazynu Science twierdzi, że wydania on-line „zawierają hiperłącza – prowadzące bezpośrednio do stron zawierających inne znaczące informacje dostępne online, nieuwzględnione jednak w standardowej bibliografii”.

### Antyelitaryzm jako słabość
Współzałożyciel Wikipedii i były redaktor główny Nupedii Larry Sanger stwierdził w opinii opublikowanej w portalu Kuro5hin, że „antyelitaryzm” – aktywna pogarda dla ekspertów – był zjawiskiem o nieokiełzanym charakterze pośród edytorów Wikipedii i osób ją wspierających. Dodał też, że „zbyt wiele wiary i szacunku kierowane jest do tych, którzy w innych kontekstach Internetu nazwani byliby natychmiast trollami”. Opisywany przez Sangera trend można również określić mianem antyintelektualizmu.
Jimmy Wales przyznaje że istnieją znaczne rozbieżności jakości poszczególnych artykułów i materiałów opisujących różne dziedziny wiedzy, lecz średnia jakość w jego rozumieniu jest „całkiem niezła” i poprawia się z dnia na dzień.
Członkowie zespołu redagującego „Encyclopadia Britannica” twierdzą, że nie czują się zagrożeni przez Wikipedię. „Przesłanką Wikipedii jest to, że stałe podnoszenie jakości jest drogą do perfekcji; ta teza jest całkowicie nieudowodniona”, stwierdził w wywiadzie dla dziennika The Guardian główny edytor Ted Pappas.

### Odchylenie systemowe w zakresie materiału
Wikipedia była oskarżana o odchylenie systemowe – tendencję do szczegółowego opisywania materiału w sposób nieproporcjonalny do jego wagi. Stephen Colbert sztucznie chwalił kiedyś Wikipedię, pisząc, że „miecz świetlny jest w niej opisany o wiele bardziej szczegółowo niż prasa drukarska”. W udzielonym dziennikowi The Guardian wywiadzie, Dale Holberg, redaktor naczelny Encyclopaedia Britannica stwierdził 

Ludzie piszą o tym, co ich interesuje, więc wiele tematów nie jest w niej opisanych, jednak dokładnie opisywane są sytuacje istniejące w najświeższych wiadomościach. W przeszłości artykuł na temat huraganu Frances był ponad pięć razy dłuższy od hasła opisującego sztukę Chin, zaś objętość artykułu na temat Coronation Street stanowiła dwukrotność hasła o Tonym Blairze.

Ta niedoskonałość stała się przedmiotem gry znanej jako „Wikigroaning” – termin ukuty został przez Jona „DocEvil” Titanium współpracującego z witryną internetową „Something Awful”. W myśl zasad gry, dwa artykuły (o ile to możliwe o podobnych nazwach) podlegają porównaniu: jeden z nich opisuje poważne zjawisko, zaś drugi – zagadnienie ważne tylko dla ograniczonej liczby fanów. Krytycy Wikipedii przyznają, że zawarte w encyklopedii opisy pojęć z dziedziny kultury masowej nie narzucają automatycznie ograniczeń na opisywanie w niej bardziej „poważnych” tematów, jak podano w dokumencie „Wiki to nie papier” Jak stwierdził Ivor Tossell:

Fakt, że Wikipedia jest do rozpuku napakowana bezużytecznymi ciekawostkami (a tak na marginesie – zauważyliście może, że artykuł „Debata” krótszy od hasła stawiającego naprzeciw siebie względne dokonania twórców serialu Battlestar Galactica z lat 1978 i 2003?), nie jest dla niej rażącym ciosem. To, że Wikipedia może rosnąć w nieskończoność, nie pozbawia poważnych artykułów miejsca na rzecz haseł trywialnych.

Z drugiej jednak strony, zasady obowiązujące w Wikipedii pozwalają podać w wątpliwość to stwierdzenie, gdyż nawet popularne artykuły bywają z niej usuwane ze względu na nikłą „encyklopedyczność”. Materiałem bardzo podatnym na usunięcie z zasobów Wikipedii są hasła opisujące wydawane w sieci Internet komiksy, zaś autorzy haseł je opisujące mieli problemy ze znalezieniem potwierdzenia encyklopedyczności tego typu wydawnictw w zasadach Wikipedii. Podobny charakter mają artykuły opisujące zjawiska określane mianem „memu internetowego” czy inne opisujące kulturę Internetu. Na wyjaśnienie swoistej niezgodności braku przyzwolenia na publikowanie artykułów tego typu z nieograniczoną przestrzenią publikacyjną Wikipedii stworzono kilka teorii, encyklopedii zarzucano cenzorstwo, mające sprawić, że będzie się ona prezentować o wiele „poważniej” niż inne media, czy przychylność edytorów skierowana ku konkretnym tytułom. Nicholson Baker stwierdził:

Nadal sporo wiedzy – zweryfikowanej, o informacyjnym charakterze – wyrzucane jest z tej bezpapierowej, nieskończenie akordeonowo rozszerzalnej teczki przez ludzi, którzy mają ograniczone, na poziomie podstawówki, pojęcie o tym, jakim zdziwieniem mogą się w przyszłości odbić prezentowane w encyklopedii internetowej fakty.
Każdy może pociągnąć za cyngiel, wycelowawszy wpierw w artykuł, jak mówi Broughton. Wystarczy tylko wstawić do niego szablon zawarty w podwójnych klamrach. Trudniej jest dopracować coś, co już napisano, czy napisać coś zupełnie nowego, szczególnie w obliczu faktu, że spora część owocu uświęconego kulturą świata, owocu encyklopedycznej wiedzy została obdziobana aż do ogryzka. W Wikipedii istnieją użytkownicy, którzy są po prostu zbirami, czerpiącymi radość z ośmieszania pracy innych, nawet posuwając się do wyśmiewania niestandardowych sformułowań pisanych „po angielskawemu”. Napychają artykuły szablonami ostrzeżeń i żądają podawania źródeł, grożąc usunięciem artykułu, dopóki ten sam się nie usunie w cień.

### Neutralny punkt widzenia
Koncepcja neutralnego punktu widzenia, w żargonie wikipedystów skracanego do NPOV – zasady Wikipedii niepodlegającej dyskusji – sama w sobie stawała się obiektem krytyki za bycie niemożliwym do osiągnięcia z uwagi na niemożliwe do uniknięcia preferencje edytorów ideałem. W wywiadzie z Jimmym Walesem i krytykiem Wikipedii Robertem Coksem, dziennikarz NPR Mark Glaser stwierdził:

Cały czas słyszę od czytelników – z których wielu jak zakładam jest aktualnymi lub byłymi redaktorami Wikipedii – że osiągnięcie całkowicie neutralnego punktu widzenia jest nieosiągalne, że każdy jest w jakiś sposób podatny na subiektywizm i w jakiś sposób go wprowadza... Czy ktokolwiek jest w stanie pisać zachowując całkowicie neutralny punkt widzenia? Czy nikt nie jest całkowicie wolny od wpojonego mu w jakiś sposób subiektywizmu?

Inni krytycy powołują się na opinię, jakoby NPOV miał być zgodny z „ogólnie przyjętym punktem widzenia”, co powoduje jednak, że ogólnie przyjęty punkt widzenia ma uprzywilejowaną pozycję, zaś inne, bardziej radykalne opisy danej kwestii startują z gorszej pozycji.

### Trudność w sprawdzaniu faktów
Wikipedia nie posługuje się mechanizmem recenzji naukowej, który mógłby służyć do sprawdzania faktów. Sam fakt niestawiania edytorom żadnych wymagań skutkuje tym, że część tworzących hasła wikipedystów może nie mieć pełnego obrazu kwestii, które opisują. Jak stwierdził w dzienniku The Independent komentator Paul Vallely:

Korzystanie z Wikipedii to jak pytanie o coś kolesia, którego dopiero co się poznało przy piwku. Możliwe, że jest fizykiem atomowym. Ale może być też wariatem.

Stanowi to jedną z częściej spotykanych krytyk Wikipedii. Czasami zdarza się, że opisywana w haśle biograficznym osoba musi poprawiać ewidentne kłamstwa na swój temat. Aktor Stephen Colbert ośmieszał tę cechę Wikipedii, nazywając to zjawisko „Wikiality”. Podczas przeprowadzonego eksperymentu, jeden z edytorów wprowadził do pięciu artykułów Wikipedii nieprawdziwe informacje, które pozostały nienaruszone przez pięć dni – po tym czasie edytor sam cofnął wprowadzone przez siebie zmiany. Inny przykład to podana 2 marca 2007 na witrynie internetowej MSNBC.com informacja o tym, że wikipedyjna biografia Hillary Rodham Clinton przez 20 miesięcy wymieniała ją jako celującą uczennicę wygłaszającą końcową mowę na zakończenie roku szkolnego 1969 w Wellesley College, tymczasem Hillary Rodham nie była wyróżnioną uczennicą, choć przemawiała na uroczystości zakończenia nauki. W artykule zawarto link do odnośnej edycji w Wikipedii, której autor dodał wspomnianą informację do artykułu 9 lipca 2005. Po podanej przez MSNBC informacji kłopotliwa informacja została usunięta w tym samym dniu. Pomiędzy tymi dwiema edycjami wzmianka o wyróżnieniu Hillary Clinton pozostawała w haśle przez 20 miesięcy; podczas tego okresu dokonano w nim ponad 4800 innych zmian.
W próbce artykułów pochodzących z Wikipedii John Willinsky informuje o preferowaniu źródeł sieciowych nad materiałami drukowanymi:

Tylko cztery z wyznaczonych stu artykułów bazowały wyłącznie na źródłach drukowanych (były to zresztą artykuły bazujące tylko na jednym źródle), odnośniki do źródeł drukowanych pojawiły się ogółem w dwunastu hasłach... Wyraźnie faworyzowane wśród edytorów były źródła internetowe – większa dostępność reprezentowana w Internecie w porównaniu do kultury słowa drukowanego stanowi wszakże również część jakości samej Wikipedii stawianej w roli narzędzia udostępniania wiedzy i nauczania.

### Wykorzystywanie wątpliwych źródeł
Zasady Wikipedii nakładają na edytorów konieczność weryfikowania zamieszczonych w hasłach informacji za pomocą przypisów, głównie odwołujących się do źródeł zewnętrznych. Mimo wytycznych odradzających stosowanie w charakterze przypisów osobistych blogów i źródeł o wątpliwej jakości, Hiawatha Bray z dziennika Boston Globe utrzymuje, że część źródeł informacji zamieszczanych w Wikipedii rzeczywiście prowadzi do stron o wątpliwej jakości, jak na przykład blogi. W roku 2004 stwierdził:

Oczywiście, że Wikipedia jest popularna. Może nawet za bardzo. Brakuje jej bowiem jednej cechy przypisywanej tradycyjnym encyklopediom: odpowiedzialności. Wydawcy „oldschoolowych” książek zatrudniają ekspertów do pisania artykułów i wykwalifikowanych edytorów do sprawdzania i ponownego sprawdzania wykonanej pracy. Artykuły zamieszczone w Wikipedii mogą być napisane przez każdego, który sam siebie uznaje za eksperta.

Zawartość Wikipedii często jest odzwierciedlana w serwisach takich jak Answers.com, co oznacza, że nieprawidłowe informacje mogą przenosić się wraz z informacjami prawidłowymi pomiędzy większą liczbą źródeł sieciowych. Tego typu informacje mogą stworzyć naokoło siebie mylącą aurę autorytetu ze względu na ich obecność w dających autorytet witrynach. Odwrotną krytyką Wikipedii jest stwierdzenie, że edytorzy czasami polegają na cytowaniu źródeł w sposób przesadny, szczególnie w kontrowersyjnych artykułach.

### Podatność na wandalizm
W listopadzie 2005 Wikipedia stała się obiektem medialnej krytyki w wyniku tak zwanego „incydentu Seigenthalera”. Jego istotą była dokonana przez użytkownika edycja w haśle biograficznym opisującym Johna Seigenthalera Seniora. Artykuł po edycji zawierał serię nieprawdziwych i zniesławiających opisywaną osobę faktów. Nieprawidłowe wpisy pozostały niezauważone od maja do września 2005, kiedy to odkrył je Victor S. Johnson Junior, przyjaciel Seigenthalera. Wandalizm uznawany jest w Wikipedii za problem stale zagrażający jej artykułom. Istnieją użytkownicy, którzy chcą upiec własną pieczeń przy ogniu Wikipedii ogrzewającym daną tematykę lub po prostu lubią zakłócać prowadzone w Wikipedii prace edycyjne. Zaistniały również sytuacje, w których użytkownicy umyślnie wstawiali do systemu haseł nieprawdziwe informacje, chcąc tym przetestować działający w niej system i udowodnić nikłą wiarygodność projektu. Wikipedia przyznaje się do tego typu zarzutów, a strona „Prowadzenie badań na podstawie Wikipedii” podaje:

Radykalna otwartość Wikipedii oznacza, że dowolny artykuł może w dowolnym momencie być w złej kondycji. Na przykład może być w trakcie większych zmian edycyjnych, mógł być też przed chwilą zwandalizowany. Oczywisty wandalizm jest łatwo wychwytywany i szybko poprawiany, lecz Wikipedia jest również podatna na bardziej subtelne formy wandalizmu i to o wiele bardziej, niż papierowe materiały referencyjne.

Jedną z form subtelniejszego wandalizmu spotykanego w Wikipedii jest niszczenie pracy poprzez fałszywe żądania związane z naruszeniem praw autorskich. Użytkownicy mogą dokonywać wpisów na forach dyskusyjnych. Tego typu posty wykorzystywane były przez osoby o sprzecznych interesach jako wysoce efektywne narzędzie niszczące znaczący wkład w Wikipedię. Tak stało się z artykułem opisującym pocisk „6,5 Grendel”, gdzie wystąpiła fala wiadomości o prawach autorskich przysługujących edytorom i właścicielom forów. Podobna sytuacja nastąpiła w artykule opisującym pocisk „.50 Beowulf”, gdzie sprawa została rozwiązana zbyt późno, by dało się uratować większość wkładu.
Wikipedia wyposażona jest w mechanizmy, dostępne dla zwykłych użytkowników i administratorów, za pomocą których można zwalczać wandalizm. Osoby wspierające projekt wskazują na to, że większość aktów wandalizmu w Wikipedii cofana jest w krótkim czasie, a Fernanda Viégas z MIT Media Lab wraz z Martinem Wattenbergiem i Kushalem Dave’em z
IBM Research ustaliła dokładnie, że średni czas potrzebny na cofnięcie wandalizmu to około pięć minut. Większość przypadków usuwania zawartości stron lub dodawania wulgaryzmów jest wycofywana natychmiast, lecz mniej oczywiste edycje będące wandalizmami pozostają w Wikipedii przez dłuższy czas – przykładem niech będą edycje o charakterze rasistowskim w haśle Dzień Martina Luthera Kinga w anglojęzycznej Wikipedii, których usunięcie zajęło prawie cztery godziny. Sujay Kumar skomentował to w następujący sposób:

Wikipedia twierdzi, że większość wandalizmów jest z niej usuwana w pięć minut, lecz istnieją fałszerstwa, których nie udało się wykryć. Ponad miesiąc utrzymywała się w Wikipedii dziwaczna i nieprawdziwa notka o niedających się zatrzymać wiatrach nękających Larry’ego Kinga.

Próby popełniania tzw. hoaksów nie mogą być ograniczane wyłącznie do edytowania artykułów w Wikipedii. W październiku 2005 Alan Mciwlraith, były pracownik szkockiego call center stworzył artykuł w którym opisał siebie jako uhonorowanego najwyższymi odznaczeniami bohatera wojennego. Artykuł został szybko zidentyfikowany jako niepewnej jakości. Mcilwraithowi udało się jednak przekonać kilka organizacji charytatywnych i medialnych o prawdziwości swojego wpisu.
Czynione w złej wierze edycje w treści artykułów są dość łatwe w wychwytywaniu i usuwaniu, lecz zmiany wprowadzane w liczbach i cechach statystycznych są trudniejsze do zauważenia i mogą pozostać w artykułach przez dłuższy czas.

### Podatność na działania aktywistów politycznych
Zasady Wikipedii wymagają, by artykuły pisane były z zachowaniem neutralnego punktu widzenia. Projekt nie jest jednak odporny na podejmowane przez osoby zewnętrzne (a nawet wewnętrzne) mające sprecyzowane cele edycyjne próby wprowadzenia spinu do haseł. W styczniu 2006 ujawniono, że szereg osób pracujących w biurach Izby Reprezentantów Stanów Zjednoczonych, a nawet samych reprezentantów, podjęło kampanię mającą na celu oczyszczenie wikipedyjnych biogramów własnych przełożonych, jak też uzupełnianie biogramów przeciwników politycznych o negatywne komentarze. Usunięto odniesienia do obietnicy z kampanii wyborczej Martina Meehana, który zapowiadał ustąpienie z zajmowanej pozycji w roku 2000, wstawiono też mające negatywny wydźwięk fragmenty do biografii senatorów Stanów Zjednoczonych, Billa Frista, jak też wirgińskiego członka Kongresu Erica Cantora. Dokonano również wielu innych edycji, z których wszystkie pochodziły z adresu IP przynależnego do sieci Izby Reprezentantów Stanów Zjednoczonych. Faktyczny przywódca Wikipedii, Jimmy Wales, stwierdził w wywiadzie, że zmiany te były „niefajne”.
Różne osoby oraz grupy osób reprezentujących różne opcje polityczne mogą wywoływać tzw. wojny edycyjne, nakierowane na nadanie artykułowi spinu. Przykładem jest sytuacja, w której były prezes firmy Enron – Kenneth Lay – zmarł w wyniku zawału serca, kilku edytorów wolnej encyklopedii dodało do biografii Laya informacje pozwalające przypuszczać, iż jego śmierć nastąpiła w wyniku próby samobójczej, i to na długo przed opublikowaniem oficjalnego oświadczenia w sprawie jego zgonu. Edycje tego typu były cofane i przywracane po kilka razy, lecz w końcu artykuł zawierał notkę o śmierci Laya spowodowanej zawałem serca. Od lipca 2007 nie istnieją jakiekolwiek przesłanki mówiące o tym, by śmierć nastąpiła z nienaturalnych powodów. Historia edycji artykułu stała się obiektem zainteresowania mediów, a dziennik Washington Post zamieścił na temat hasła artykuł.
W sierpniu 2007 pojawiło się narzędzie WikiScanner, opracowane przez Virgila Griffitha z instytutu Santa Fe w Nowym Meksyku, które pozwala sprawdzać edycje czynione spod adresów IP i przyporządkowywać je do instytucji zgromadzonych w obszernej bazie danych. Griffith stwierdził, że opracował narzędzie WikiScanner, by „spowodowywać drobne katastrofy w dziedzinie public relations firm, których nie lubię i by sprawdzać, co porabiają 'ciekawe instytucje'”. Pojawiały się doniesienia prasowe o edycjach dokonywanych z adresów IP takich organizacji, jak CIA, Komitet Kampanii Kongresowej amerykańskiej Partii Demokratycznej, korporacja Diebold, czy rządu Australii – czasami były to edycje o kwestionowanej naturze lub opiniotwórcze. Agencja BBC cytowała przedstawiciela Wikipedii, chwalącego narzędzie:

Cenimy sobie przezroczystość, a WikiScanner rzeczywiście wywyższa ją na nowe płaszczyzny. Wikipedia Scanner może zapobiec dokonywaniu edycji w określonych artykułach przez instytucje, które tak naprawdę nie powinny ich edytować.

Pojawiły się jednak również doniesienia o tym, jakoby z komputera, którego zakres IP obejmował sieć samego BBC, dokonano wandalizmu w artykule opisującym George’a W. Busha. Jimmy Wales, osoba, która odegrała znaczącą rolę w powstaniu Wikipedii, wypowiedział się o WikiScannerze bardzo entuzjastycznie:

Jest wspaniały – uwielbiam go... wprowadza do tego, co dzieje się w Wikipedii, zupełnie nowy wymiar przejrzystości... Wikipedia Scanner wykorzystuje informacje, które udostępnialiśmy publicznie od dawna, mając nadzieję, że ktoś zrobi z nimi użytek tego typu.

W lutym 2008 brytyjski serwis internetowy The Register prezentujący opisy i opinie na temat nowości technicznych opublikował artykuł pod tytułem „Wikipedia pod rządami Pana Wszechświata”, stwierdzający, że mimo iż prominentny administrator Wikipedii Jossi Fresco zadeklarował konflikt interesów dotyczący hasła „Prem Rawat”, nie tylko edytował on go pod takim kątem, by zminimalizować krytykę własnej osoby, lecz również doprowadził do zmiany zasad Wikipedii dotyczących biografii i konfliktu interesów tak, by łatwiejsze było dokonywanie przez niego domniemanie subiektywnych edycji. Artykuł zaznaczył też, że Fresco był zaangażowany w prace „tablicy ogłoszeń w sprawie konfliktu interesów”, co zostało nazwane „konfliktem w konflikcie interesów”. The Register stwierdził, że Fresco naznaczony był najsilniejszym konfliktem interesów w dziejach Wikipedii – a przy tym edytował zasady projektu dotyczące właśnie konfliktu interesów.
W kwietniu 2008 Komisja od Dokładnego Relacjonowania w Ameryce [spraw] na Bliskim Wschodzie (ang. Committee for Accuracy in Middle East Reporting in America – CAMERA), z siedzibą w Bostonie, została oskarżona o zorganizowanie tajnej kampanii w celu wpłynięcia na artykuły w Wikipedii związane z Izraelem. Podobno e-maile od członków CAMERA instruowały zainteresowanych edytorów, w jaki sposób zostać administratorem Wikipedii w celu lepszej kontroli nad zawartością artykułów. W odpowiedzi na te doniesienia kilku edytorów Wikipedii zostało zablokowanych albo dostało zakaz pisania na określone tematy.
W styczniu 2013 w magazynie Przegląd pojawił się artykuł Leszka Konarskiego, który relacjonował zarzuty dotyczące cenzury politycznej i prawicowości polskojęzycznej Wikipedii. Współzałożyciel polskojęzycznej Wikipedii, Paweł Jochym, odpowiadając w wywiadzie udzielonym pismu na pytanie, czy Wikipedia skręca w lewo, czy w prawo, powiedział, że „[c]hyba trochę bardziej w prawo” oraz że „w Polsce bardzo trudno robić encyklopedię neutralną, spokojną światopoglądowo i politycznie”.

### Przewidywanie upadku Wikipedii
Eric Goldman, docent prawa na uniwersytecie w kalifornijskim mieście Santa Clara opisywał w grudniu 2005 r. w swoim blogu o podjętym z prawnikiem Mike Godwinem zakładzie, w myśl którego Wikipedia miała upaść do 2 grudnia 2010. Wysunął on argument o tym, że „w końcu rynkowi gracze opracują skrypty pozwalające na wstawianie Wikipedii w sposób automatyczny linków i przeprowadzanie na nią ataków”, w ten sposób uniemożliwiając swoim edytorom przygotowania przeciwdziałań, szczególnie jako konsekwencji błędnego koła, w którym obciążenie koniecznością odpowiadania na kolejne akty wandalizmu powoduje odejście kolejnych edytorów, co z kolei nakłada większe obciążenie na tych edytorów, którzy pozostają przy projekcie. W opublikowanej 5 grudnia 2006 wiadomości Goldman pozostał przy swoim przewidywaniu upadku Wikipedii.
Jimmy Wales skomentował bloga tym, że pytania techniczne dotyczące wykonywania kopii zapasowych zawartości Wikipedii należy kierować do dewelopera oprogramowania Mediawiki, Briona Vibbera. Wykonywane co określony czas kopie zapasowe baz danych Wikipedii dostępne są dla każdego zainteresowanego.

### Prywatność
Większość obaw o poufność danych powiązana jest z możliwością zbierania danych przez pracodawców lub organizacje rządowe, monitorowania działania komputerów i urządzeń elektronicznych lub handlu danymi pomiędzy organizacjami. „Internet doprowadził do powstania konfliktu pomiędzy poufnością informacji osobistych, interesami organizacji komercyjnych i interesem ogółu społeczeństwa”, ostrzegali James Donnely i Jennifer Haeckl. Zrównoważenie praw wszystkich zainteresowanych osób w miarę zmieniania krajobrazu społeczeństwa przez technikę nie będzie łatwe. „Nie jest jeszcze możliwe przewidzenie ścieżki praw zwyczajowych lub regulacji rządowych” dotyczących tego problemu.
Obawy o poufność dotyczące Wikipedii dotyczą praw prywatnej osoby do zachowania swojej prywatności, by pozostać „osobą prywatną”, nie zaś „publiczną” w rozumieniu prawa. Jest to pewnego rodzaju bitwa toczona między prawem zachowania anonimowości w cyberprzestrzeni a prawem zachowania anonimowości w życiu „zewnętrznym” – metaprzestrzeni. Strona Wikipedia Watch twierdzi, że „Wikipedia jest wcielonym złem dla tych, którzy cenią sobie prywatność”, jak też, że „wyższy poziom wiarygodności w strukturach Wikipedii” może „stać się pierwszym krokiem do rozwiązania problemu prywatności”.
Problem szczególnie nasila się w stosunku do użytkowników, którzy pomimo swojej niskiej encyklopedyczności widzą w Wikipedii stronę opisującą ich wbrew woli.
W styczniu 2006 niemiecki sąd zarządził zablokowanie dostępu do niemieckojęzycznej Wikipedii z terytorium Niemiec w związku z opublikowaniem na stronach projektu pełnego nazwiska znanego pod pseudonimem „Tron” zmarłego hackera Borisa Floricica, wcześniej współpracującego z grupą Chaos Computer Club. Szczegółowo, sąd zarządził, by adres URL pochodzący z niemieckiej domeny .de (http://www.wikipedia.de/) nie przekierowywał internauty do serwerów encyklopedii na Florydzie, udostępniających strony pod adresem http://de.wikipedia.org/, choć z uwagi na to, że niemieccy internauci nadal mogli korzystać z podstawowego adresu URL, nie wystąpiło w odniesieniu do nich żadne realne ograniczenie dostępu do zasobów niemieckojęzycznej Wikipedii. Werdykt sądu był wynikiem wniesionego przez rodziców Floricica pozwu, żądającego usunięcia jego nazwiska z Wikipedii. 9 lutego 2006 nakaz sądowy względem Wikimedia Deutschland został uchylony. Oskarżyciele wnieśli apelację do sądu krajowego w Berlinie, lecz ich wniosek został odrzucony w maju 2006.

### Kwestie jakości
Przeprowadzone przez Dartmouth College badania ujawniły, że rozrzut jakości artykułów Wikipedii jest znaczny. Niektóre hasła są wybitne bez względu na przyjęte kryteria oceny – są stworzone i rozwijane przez osoby rozeznane w tematyce, zawierają szereg odpowiednich i użytecznych odnośników do materiałów referencyjnych, są też napisane w odpowiednim, encyklopedycznym, stylu. Istnieje jednak szereg wikipedyjnych haseł, które stworzone są w sposób amatorski, niemiarodajny, a nawet niepoprawny, co sprawia, że czytelnik niemający pojęcia o opisywanym zjawisku nie wie, na których fragmentach informacji może rzeczywiście polegać. Dodatkowo Wikipedia zawiera wiele „zalążków” – bardzo krótkich haseł, udostępniających tylko skrótową wzmiankę o opisywanym zagadnieniu. Badania z Darmouth zostały skrytykowane przez Johna Timmera, reprezentującego serwis Ars technica, który podał w wątpliwość niedokładną definicję jakości przyjętą przez badaczy.
Pojawiły się również opinie głoszące, że w takich dziedzinach, jak nauki ścisłe, jakość materiału prezentowanego w Wikipedii jest wręcz znakomita. Czasopismo Nature stwierdziło, że „Wikipedia zbliża się już do Britanniki, jeśli chodzi o dokładność wpisów w dziedzinie nauk ścisłych”. Artykuł podawał przykład badania, w którym recenzji eksperckiej poddano pochodzące z obu encyklopedii 42 hasła. Recenzje dały wynik przeciętnie czterech błędów (lub pominięć) w artykule z Wikipedii i trzech w przypadku Britanniki. Wyrażony przez Britannikę niepokój doprowadził do opublikowania przez Nature dodatkowej dokumentacji dotyczącej przyjętej przez czasopismo metody badań. Encyclopadia Britannica w oficjalnym oświadczeniu „Fatally Flawed” odpowiedziała:

...wysnute w badaniu wnioski były jednak nieprawidłowe, gdyż samo badanie magazynu Nature obarczone było błędem. Jak pokazano poniżej, prawie wszystkie aspekty dociekań współpracowników Nature – od kryteriów identyfikacji niedokładności w hasłach do rozbieżności między treścią wpisu a jego nagłówkiem – były niepoprawne i prowadzące do błędnych konkluzji.

Czasopismo Nature nie uznało obiekcji Britanniki i wydało szczegółową, wypunktowaną odpowiedź na poszczególne zarzuty.
Przeprowadzone w 2020 r. badania wykazały obecność w polskiej wersji Wikipedii poważnych błędów merytorycznych (w artykułach dotyczących zagadnień mikrobiologicznych i parazytologicznych).

### Zagrożenie tradycyjnych wydawców
Niektórzy obserwatorzy uznają, że Wikipedia jest zjawiskiem niepożądanym, gdyż stanowi zagrożenie ekonomiczne w stosunku do wydawców tradycyjnych encyklopedii, z których wielu nie będzie w stanie konkurować z produktem, który nic nie kosztuje odbiorcy. Nicholas Carr w eseju „Amoralność Web 2.0" pisze o sieci „drugiej generacji” jako o całości: „Ukrytym elementem ekstazy towarzyszącej trendowi Web 2.0 jest hegemonia amatorów. Ja sam nie jestem sobie w stanie wyobrazić zjawiska bardziej przerażającego”. Inni dyskutują nad stwierdzeniem, że Wikipedia, czy podobne jej projekty, doprowadzą do całkowitego wyginięcia tradycyjnych publikacji. Chris Anderson, redaktor naczelny Wired Magazine stwierdził w czasopiśmie Nature, że podejście Wikipedii głoszącej „mądrość tłumów” nie wyprze jednak tradycyjnych publikacji naukowych z ich rygorystycznym systemem recenzji naukowych. Faktem jest, cytując zalecenia edycyjne Wikipedii w zakresie zewnętrznych źródeł pierwotnych i materiału referencyjnego, że istnienie projektu jest uzależnione od egzystencji takich właśnie drukowanych źródeł.

### „Gawędziarstwo”, „antykwarianizm” i jakość języka pisanego
W opublikowanym w czerwcu 2006 eseju łączącym w sobie zarówno pochwałę, jak i krytykę Wikipedii, Roy Rosenzweig skrytykował prozaiczność opisu Wikipedii i niemożność odróżnienia przez jej edytorów faktów rzeczywiście istotnych od mających wyłącznie wymiar sensacji. Uznawszy, że „Wikipedia jest zaskakująco dokładna w wymienianiu dat, nazwisk i faktów z historii Stanów Zjednoczonych” (co stanowi gałąź wiedzy, w której specjalizował się sam Rosenzweig), i że większość znalezionych przez niego w artykułach błędów rzeczowych „była pomniejsza, nie niosąca za sobą znacznych konsekwencji”; stwierdził też, że „część błędów powiela szeroko rozpowszechnione, lecz nieprawidłowe przekonania”, których część znaleźć można też na łamach encyklopedii Encarta, czy Britannica, lecz

Prawidłowe piśmiennictwo w dziedzinie historii nie tylko wymaga dokładności rzeczowej, lecz również posiadania wiedzy z zakresu literatury naukowej, umiejętności przekonującej analizy i interpretacji oraz prostego, lecz angażującego czytelnika stylu pisania. Biorąc pod uwagę takie kryteria, Wikipedia pozostaje daleko w tyle za publikacjami „American National Biography Online”.

Porównując opis Abrahama Lincolna opublikowany w Wikipedii z opublikowanym w „American National Biography Online” artykułem Jamesa McPhersona – historyka specjalizującego się w wojnie secesyjnej – stwierdził, że obydwa opisy są zasadniczo dokładne, opisując znaczące etapy życia Lincolna, lecz chwali „głębszą kontekstualizację McPhersona, jego wysublimowane wykorzystywanie cytatów do oddania natury głosu Lincolna (...) i (...) jego zdolność do przekazania głębokich treści, wykorzystując niewiele słów”. Jako przeciwwagę cytuje on przykład języka wykorzystanego w Wikipedii, którą uważa za zarówno rozwlekłą, jak i płaską. Porównuje też „umiejętności i trzeźwe osądy wykwalifikowanego historyka”, które wykazuje McPherson i innych z „antykwarianizmem” Wikipedii, który w tym względzie porównuje z czasopismem American Heritage, twierdząc, że mimo iż Wikipedia często udostępnia czytelnikowi szeroki materiał referencyjny, jej edytorzy nie dokonują selekcji najlepszych źródeł. Mimo wszystko, Rosenzweig zauważa, że „nie wszyscy historycy piszą w tak dobrym stylu, jak McPherson i [Alan] Brinkley, a niektóre z lepiej napisanych haseł w Wikipedii ukazują bardziej zajmujący obraz opisywanych zagadnień, niż sterylne, rutynowe opisy w „American National Biography Online”.
Rosenzweig skrytykował też „ględzenie – napędzane przez zasadę neutralnego punktu widzenia – co oznacza, że trudne jest dostrzeżenie jakiegokolwiek stanowiska komentatorskiego Wikipedii w całej jej historii”. Jako przykład podał końcową sekcję artykułu opisującego Williama Clarke Quantrilla. Mimo ogólnej pochwały skierowanej pod adresem hasła, wskazuje on jednak na „przegadaną” końcówkę. „Niektórzy historycy pamiętają go jako oportunistycznego, żadnego krwi wyjętego spod prawa, zaś inni nadal postrzegają go jako odważnego żołnierza i lokalnego bohatera”.
Inni krytycy czynili podobne uwagi, mówiąc, że nawet jeśli artykuły w Wikipedii są rzetelne pod względem rzeczowym, często stworzono je w kiepskim, ledwo dającym się odczytać stylu. Często krytykujący Wikipedię Andrew Orlowski skomentował to następująco: „Nawet jeśli artykuł w Wikipedii jest stuprocentowo rzetelny pod względem rzeczowym, a zaznaczyć należy, że fakty z rzadka są dobierane ostrożnie, często czyta się go tak, jakby został on przetłumaczony z języka źródłowego na inny, potem na kolejny i to na każdym etapie przez tłumacza-analfabetę”.

### Edycje anonimowe
Wikipedia była obiektem częstej krytyki, jeśli chodzi o zezwalanie użytkownikom na edytowanie anonimowe, z możliwością identyfikacji takiego wkładu tylko na podstawie adresu IP. Uważa się, że wandale zachowują w ten sposób pełną anonimowość, co sprawia, że trudno jest ich „namierzyć” z uwagi na długość adresów IP i trudność ich zapamiętywania. Dla przykładu, współzałożyciel Wikipedii Larry Sanger napisał:

Rozpowszechniona anonimowość prowadzi do dostrzegalnego problemu, mianowicie do atrakcyjności projektu dla tych, którzy po prostu chcą narozrabiać, podważyć jego wiarygodność lub zmienić projekt w coś, czym w sposób oczywisty nie jest – innymi słowy do problemu trollingu.

Jednak adresy IP anonimowych edytorów są ujawniane, co umożliwia administratorom możliwość skarżenia się na ich działania u dostawców usług sieciowych lub blokowanie edycji z całych zakresów adresów IP. Administratorzy mogą również wybrać opcję nienakładania blokady, gdyż w ten sposób mogą odciąć możliwość edycji regularnym użytkownikom, którzy korzystają z tego samego adresu IP, co wandal. Z drugiej strony, zaawansowani użytkownicy komputerów i hakerzy szybko odnajdują sposoby obejścia blokady edycji z określonego adresu IP. Istniało wiele głosów za wprowadzeniem konieczności założenia w Wikipedii konta przed podjęciem edytowania, a od 5 grudnia 2005 niezarejestrowani użytkownicy nie mogą tworzyć w angielskojęzycznej Wikipedii nowych haseł.

### Kwestie praw autorskich
Znaczna liczba ludzi, w tym Jimmy Wales, de facto przywódca Wikipedii, komentowało fakt, że wiele grafik, jak też część artykułów, znalazła się w Wikipedii z naruszeniem praw autorskich. Grafiki często są ładowane z nieprawidłowo wstawianą licencją typu „fair use”, co nie jest polecane, lecz niezakazane w angielskojęzycznej Wikipedii (pozostałe wersje językowe wypracowały własne zasady dotyczące praw autorskich); jednak o ile grafika nie niesie ze sobą wystarczająco silnego uzasadnienia do zaklasyfikowania jej jako materiał objęty licencją dozwolonego użytku, zwykle jest kasowana w przeciągu kilku tygodni. Istnieją również strony, gdzie zgłaszać można przypadki naruszania prawa autorskiego w treści haseł, a Wikipedia ma własnego przedstawiciela w tych sprawach, który może usuwać nieprawidłowo wstawioną na strony projektu zawartość po zgłoszeniu faktu nadużycia, jak reguluje to prawo Stanów Zjednoczonych.

### „Umysł – ul”
W artykule „Cyfrowy maoizm: zagrożenia sieciowego kolektywizmu” (opublikowany w „Edge: The Third Culture” 30 maja 2006) specjalista informatyczny i teoretyk cyfrowy Jaron Lanier opisywał Wikipedię jako „umysł – ul”, który „w większości jest głupi i nieciekawy”, zapytując retorycznie „dlaczego powinniśmy przywiązywać do niego wagę”? Jego rozumowanie podążało następującym torem:

Problem leży w tym, jak postrzegana jest i wykorzystywana Wikipedia; jak wyniesiono ją do tak wysokiej ważności w tak krótkim czasie. I jest to część większego wzorca powabu sieciowego kolektywizmu, który nie jest niczym innym, jak tylko odrodzoną rozumowania dyktującego, że kolektywizm jest mądrością, że dobrze jest, gdy wpływy koncentrują się w jednym „wąskim gardle”, które może po ze zgromadzonej w nim prawdy i siły. Idea ta różni się od demokracji przedstawicielskiej, czy technokracji. Idea ta do tej pory niosła ze sobą okropne konsekwencje, gdy była narzucana przez skrajnie prawicowe lub lewicowe siły w rozmaitych okresach historii. To, że wprowadza się ją teraz na nowo ustami prominentnych przedstawicieli świata techniki i futurystów, ludzi, których w wielu przypadkach znam i lubię, nie sprawia, że trend jest w jakikolwiek sposób mniej niebezpieczny.

W dalszej części opracowania Lanier wskazuje tendencje gospodarcze mówiące o nagradzaniu instytucji zbierających informacje, nie tych, które właściwie informacje tworzą. W obliczu braku „nowych modeli biznesowych” społeczny popyt na informację zaspakajany jest dzięki miernocie, co redukuje, a nawet eliminuje motywację materialną do tworzenia „nowej” wiedzy.
Opinie Laniera sprowokowały ostry sprzeciw. Konsultant sieciowy Clay Shirky zaznaczył, że w Wikipedii istnieje wiele mechanizmów kontroli wewnętrznej i że idea ta nie jest tylko masą pozbawionej inteligencji masowej twórczości:

Ani orędownicy, ani krytycy retoryki „umysłu – ula” nie mają wiele ciekawych rzeczy do powiedzenia o samej Wikipedii, gdyż obydwie grupy ignorują szczegóły... Wikipedię najlepiej jest postrzegać jako zaangażowaną społeczność, która wykorzystuje już sporą, a do tego rosnącą, liczbę mechanizmów kontroli do zarządzania rozległym zestawem propozycji wkładu. Biorąc pod obserwację konkretny przypadek Wikipedii, upadek przedsięwzięcia Seigenthalera i Kennedy’ego spowodowało przyspieszenie zarówno procesu rekrutacji kolejnych „dusz”, jak i powstanie nowych mechanizmów kontroli, które odniosły się do problemów, które w wyniku sprawy zaistniały. Narzędzia te obejmowały między innymi zwiększoną koncentrację na osobistej odpowiedzialności, czyli ten czynnik, który jest w „Cyfrowym maoizmie” odrzucany jako przyczyna problemów.

Krytycy ostrzegają jednak, że w sytuacji, gdy dany edytor nie zna zasad Wikipedii i nie jest gotowy poświęcić jej odpowiedniej dawki czasu, przyjęte środki mogą zawieść – i zazwyczaj tak się dzieje.

## Krytyka implementacji

### Encyklopedyczność
Przyjęta w Wikipedii zasada encyklopedyczności, jak też jej zastosowanie, jest przedmiotem ostrej krytyki. Jednym z argumentów przemawiającym za utrzymaniem kryteriów encyklopedyczności jest ten, że nieencyklopedyczne podmioty i zjawiska są trudne do zweryfikowania. Timothy Noah twierdzi, że ta kwestia jest dostatecznie mocno ugruntowana w zasadzie encyklopedyczności. Wielu pisarzy twierdzi jednak, że decyzje dotyczące encyklopedyczności podejmowane są w sposób zupełnie subiektywny. Nicholson Baker napisał: „Na temat encyklopedyczności w Wikipedii zapisano już całe libry, ryzy, a nawet bele papieru: nikt już nigdy nie będzie w stanie rozszyfrować tej zagadki”. David Gerard zauważył, że „wewnątrz wiki ludzie cały czas się sprzeczają, zaś na zewnątrz dyskutowane w środku kwestie stają się źródłem złego PRu, gdyż kwestie encyklopedyczności, jak też ich stosowanie, są wysoce subiektywne. W ten sposób do kosza leci użyteczność pojęcia „Długi ogon”, co z kolei niszczy naszą rozległość – zwykle nasz największy atut”.

## Krytyka edytorów

### Kłótnie
Częstym zarzutem wobec Wikipedii jest kwestia tak zwanych kłótni internetowych, umyślnie obraźliwych wypowiedzi kierowanych pod adresem pozostałych użytkowników, co wprowadza wrogą atmosferę. Obawy o atmosferę współpracy w projekcie odzwierciedlane są w dwóch zasadach Wikipedii: zasadzie uprzejmości i zasadzie „żadnych ataków osobistych”, które są oficjalnymi zasadami projektu (pierwsza w wersji angielskojęzycznej, druga również w polskojęzycznej). Jako odpowiedź na pojawiające się kłótnie, część użytkowników przyjmuje też zasadę „wikietykiety”.

### Silnie subiektywne edycje
Kolejny zarzut kierowany pod adresem Wikipedii związany jest z wysiłkami użytkowników o sprecyzowanych poglądach, którzy próbują forsować własne poglądy, dominując w ten sposób w artykułach, szczególnie odnoszących się do kwestii kontrowersyjnych. Czasami skutkiem takich prób wprowadzenia dominacji jednego punktu widzenia są wojny edycyjne, doprowadzające do blokowania wprowadzania dalszych zmian w określonych artykułach. W odpowiedzi na tego typu sytuacje na angielskojęzycznej Wikipedii, jak też w kilku innych wersjach językowych, sformowano Komitet Arbitrażowy, zajmujący się oskarżeniami o najpoważniejsze nadużycia, mimo że przed złożeniem wniosku do Komitetu zachęca się edytorów do skorzystania z któregokolwiek z dostępnych narzędzi rozwiązywania konfliktów. By zatrzymać też nieskończone cofanie wprowadzonych w artykułach zmian, Jimmy Wales wprowadził „regułę trzech rewertów”, na mocy której użytkownik trzykrotnie w ciągu doby cofający próby wprowadzenia zmiany w artykule może zostać zablokowany. Reguła ta nie została zaakceptowana jako zasada w polskiej Wikipedii.

### Odchylenie liberalne
Wikipedia krytykowana jest też za odchylenie w kierunku politycznego liberalizmu. Cytując Jimmy’ego Walesa, „społeczność Wikipedii jest niezwykle zróżnicowana, a jej przedstawiciele rekrutują się zarówno z konserwatystów, jak i liberałów, a nawet o bardziej skrajnych poglądach. Jeśli brać pod uwagę średnie, a z natury oprogramowania wiki (brak głosowań) wynika, że prawie na pewno nie mają one znaczenia, powiedziałbym, że społeczność wiki jest nieco bardziej liberalna, niż wynikałoby ze średniej poglądów mieszkańców Stanów Zjednoczonych – jesteśmy bowiem społecznością globalną, a międzynarodowa anglojęzyczna społeczność jest nieco bardziej liberalna od Amerykanów. Nie istnieją jednak dane ani badania naukowe, które pozwalałyby to potwierdzić”. Wiara w liberalne odchylenie Wikipedii doprowadziła do stworzenia Conservapedii. Edytorzy tego projektu stworzyli listę domniemanych przykładów subiektywnych wpisów w Wikipedii. W roku 2007 gazeta The Christian Post skrytykowała opisanie przez Wikipedię koncepcji inteligentnego projektu, twierdząc, że opis był subiektywny i nasycony hipokryzją. Opublikowane w lutym 2007 przez serwis ValueWiki.com badania 901 edytorów Wikipedii, którzy sami ujawnili swoje preferencje polityczne stwierdziło:
1. Liberalni i lewicowi wikipedyści stanowią proporcjonalnie taki sam ułamek wszystkich edytorów jak w populacji Stanów Zjednoczonych.
2. Libertarianie stanowią znacznie większy niż w amerykańskiej populacji odsetek edytorów.
3. Konserwatyści są w sposób znaczny mniej liczni niż w populacji.

Badanie stało się obiektem krytyki na podstawie „bardzo podstawowego” charakteru i braku reprezentatywności przez poleganie na samodzielnej identyfikacji małej grupy edytorów Wikipedii. Nie uwzględniono też tego, że duża część wikipedystów w ogóle nie deklaruje własnego światopoglądu.

### Cenzura
Opublikowany przez dziennik The Independent artykuł twierdził, że niedawno odkryto szeroko zakrojone „interwencje cenzorskie” czynione przez edytorów zainteresowanych artykułami o zróżnicowanej tematyce:

[Wikipedia] okrzyknięta była jako osiągnięcie w demokratyzacji wiedzy. Lecz stery internetowej encyklopedii zostały już przejęte przez siły, które zdecydowały o tym, że pewne kwestie pozostaną na zawsze w ukryciu... Strona, której zadaniem jest monitorowanie zmian edycyjnych w Wikipedii, odnalazła tysiące edycji dokonywanych w celu zaspokajania określonych oczekiwań i dotarła do ich źródła. Okazało się, że odkrycie to jest niezmiernie żenujące dla armii kreatorów politycznego „spinu” i firmowych rewizjonistów, którzy byli święcie przekonani, że cięcia ich cenzorskich brzytw pozostaną niezauważone.

Opublikowany w czasopiśmie Computer Power User artykuł podał, że byli edytorzy Wikipedii założyli serwis Wikitruth, który ujawnia przypadki cenzury i walk wewnętrznych w projekcie: „Byli edytorzy założyli serwis Wikitruth.info, którego istotą jest ujawnianie artykułów i poszczególnych edycji cenzorowanych przez Wikipedię, jak też innych „okrucieństw”, w tym walk wewnętrznych między administratorami”. Cytując serwis „InformationWeek”, Jimmy Wales odrzucił serwis jako celową mistyfikację stworzoną przez tych edytorów, których wkład został z Wikipedii usunięty lub zmodyfikowany.

### Działania administratorów
W poświęconym konfliktom w Wikipedii artykule dziennik The Guardian wskazuje na krytykę, której przedmiotem są administratorzy „mający uprawnienia do blokowania dalszych edycji w szczególnie drażliwych artykułach, jak też czasowego uniemożliwiania dalszego edytowania Wikipedii problemowym użytkownikom”. Według gazety, administratorzy czasami nadużywali zawierzonych im narzędzi w celu zatrzymania prawidłowych edycji, wskazując na „zdecydowany sprzeciw części edytorów, którzy twierdzą, że nakładanie blokad narusza otwarty charakter projektu, a nierównomierne rozłożenie uprawnień pomiędzy użytkownikami a administratorami może być przyczyną podejmowania działań wandalizujących projekt przez tych pierwszych”. Wydane przez Centrum Badawcze w Palo Alto opracowanie podało, że istnieje „rozwarstwienie społeczne w obrębie grupy edytorskiej Wikipedii”, spowodowane „konfliktami pomiędzy administratorami”. Dokument sugerował, że tego typu rozwarstwienie może być pod pewnymi względami dobroczynne, lecz zauważa też „jasno zarysowane przesunięcie, jeśli chodzi o uprawnienia pomiędzy poszczególnymi poziomami podziału” związane z „różnicami statusu i praw” pomiędzy administratorami a szeregowymi użytkownikami. Opublikowany 4 grudnia 2007 artykuł w The Register, zatytułowany „Sekretna lista dyskusyjna trzęsie Wikipedią” omawiał wykorzystanie niejawnej listy dyskusyjnej w koordynacji działań administratorskich w Wikipedii.

### Poziom dyskusji
Poziom dyskusji wśród wikipedystów był kwestionowany przez osoby, które zauważyły fakt możliwości stworzenia przez edytorów długiej listy wyrazistych argumentów, jak też przywołanie przez nich szerokiej gamy obserwacji empirycznych potwierdzających ich argumenty, które i tak później są ignorowane. Badania naukowe artykułów Wikipedii udowodniły, że poziom dyskusji wikipedystów na kontrowersyjne tematy często ulega zwyrodnieniu do postaci nieprzynoszącej efektów paplaniny: „W przypadku tematów nieniosących ze sobą kontrowersji, „stabilnych”, selekcja wewnętrzna również zapewnia względne wzajemne dopasowanie członków grupy w dziedzinie zainteresowań, wykształcenia i zrozumienia tematyki artykułów... W przypadku tematów kontrowersyjnych z drugiej strony selekcja wewnętrzna może doprowadzić do powstania wyjątkowo źle spasowanej grupy edytorskiej, co z kolei prowadzić może do konfliktów pomiędzy poszczególnymi jej członkami, stałych wojen edycyjnych, a to może spowodować powstanie konieczności wprowadzenia formalnej koordynacji prac i mechanizmów kontroli. Mogą one przybierać formę interwencji jednego z administratorów projektu, który wprowadza rewizję dyskusji, czy zapoczątkowuje procesy mediacyjne, bądź też zabrania lub ogranicza typy i źródła pochodzenia edycji”.

### Dominacja mężczyzn
W listopadzie 2006 grupa zaawansowanych stażem edytujących Wikipedię kobiet uformowała grupę „WikiChix” – zainspirowawszy i utworzywszy się na podobieństwo zdominowanej przez kobiety formacji na „LinuxChix”. Grupa miała być odpowiedzą na fakt tego, jak bardzo Wikipedia została zdominowana przez mężczyzn i jak zepchnięte na margines mogą czuć się edytujące projekt w takiej atmosferze kobiety. Przykładem ich frustracji, mimo że nie jest ona wyrażana w społeczności WikiChix bezpośrednio, była próba stworzenia hasła „Feministyczna fantastyka naukowa”, który stał się obiektem wojny edycyjnej, zakończonej, ku zniesmaczeniu wielu edytorów, zmianą nazwy hasła na „Kobiety w fantastyce naukowej” w październiku 2002. Artykuł pod adresem „Feministyczna fantastyka naukowa” został zapoczątkowany raz jeszcze w czerwcu 2006. Kontrowersje wywołało też stworzenie listy dyskusyjnej przeznaczonej wyłącznie dla kobiet: lista została usunięta z serwerów Wikimedia Foundation i przeniesiona na serwisy Wikii, odrębnego dostawcy treści w formie wiki. Serwis Hitwise opublikował badania, które pozwalają stwierdzić, że odwiedzające Wikipedię osoby to w prawie równej mierze kobiety i mężczyźni, lecz 60 procent edycji dokonywane jest przez mężczyzn.

### Społeczność
Społeczność Wikipedii składa się z osób często edytujących strony projektu. Emigh i Herring utrzymują, że „ograniczona liczbowo grupa użytkowników, działająca w poszanowaniu ustalonych w projekcie rozpowszechniania otwartej wiedzy norm, mogą przejąć całkowitą kontrolę nad generowaną w projekcie zawartością, dosłownie wymazując z niego zróżnicowanie, kontrowersje i niekonsekwencje, jak też doprowadzając do ujednolicenia głosu społeczności”. Edytorzy serwisu Wikinfo, forka Wikipedii, w podobny sposób uznają, że nowym lub działającym w sposób kontrowersyjny edytorom Wikipedii często (również często niesprawiedliwie) przyczepiana jest etykietka internetowych trolli – użytkowników problematycznych, których możliwości edytowania stron projektu bywają zawieszane. Społeczność Wikipedii bywała też przedmiotem krytyki za odpowiadanie na krytykę jakości poszczególnych haseł sugestiami, by osoba zgłaszająca błąd sama go poprawiła. Profesor James H. Fetzer skrytykował Wikipedię za to, że nie mógł wprowadzić zmian do opisującego go hasła w sposób biorący pod uwagę neutralność punktu widzenia. Wikipedia wypracowała zasady zniechęcające do edytowania biografii przez osoby w nich opisane, robiąc wyjątki dla edycji ewidentnie „przejrzystych”, na przykład polegających na cofaniu wandalizmów, poprawianiu nieaktualnych lub jednoznacznie błędnych danych.
Społeczność Wikipedii była porównywana do kultu, mimo że określenie to nie zawsze miało negatywny odcień. Jeden z obiegowo krążących na temat projektu żartów mówi, że niemożliwe jest działanie Wikipedii w teorii, ale w praktyce jest to jak najbardziej realne. Większa społeczność projektu pomaga również w utrzymaniu w nim atmosfery wzajemnego wsparcia i zbiorowej etykiety. Widoczne to jest chociażby w postaci mechanizmów rozwiązywania sporów, odwołujących się zarówno do źródeł zewnętrznych, jak i wewnętrznych procedur Wikipedii.
Wikipedia nie wymaga, by jej użytkownicy w jakikolwiek sposób potwierdzali swoją tożsamość. Tego typu anonimowość również była krytykowana, gdyż nie nakłada na edytorów projektu żadnej odpowiedzialności za wprowadzony materiał. Oznacza to też, że z jednego konta może teoretycznie edytować więcej niż jedna osoba, choć częściej zdarza się, że jedna osoba posługuje się kilkoma kontami, często w celu wpłynięcia na dyskusję. Wiele kont należących do jednej osoby nosi miano „pacynek”, których stosowanie jest w Wikipedii odradzane.

### Essjay i niechęć wikipedystów do weryfikacji
W lipcu 2006 czasopismo The New Yorker opublikowało napisany przez Stacy Schiff artykuł o Wikipedii. 
W opublikowanym w New Yorkerze artykule znalazł się również wywiad z jednym z administratorów angielskojęzycznej wersji językowej Wikipedii, znanym pod pseudonimem Essjay, opisanym jako wykładowca teologii. W styczniu 2007 Essjay został zatrudniony jako jeden z kierowników firmy Wikia, prowadzącej usługi hostingowe serwisów typu wiki i założonej przez Jimmy’ego Walesa i Angelę Beesley. W lutym Wales nominował Essjaya na stanowisko jednego z członków Komitetu Arbitrażowego angielskojęzycznej Wikipedii – grupy, w zakresie uprawnień której leży wyrażanie wiążących werdyktów w sporach dotyczących Wikipedii.
Pod koniec lutego 2007 czasopismo The New Yorker uaktualniło swój artykuł traktujący o Wikipedii o notatkę mówiącą o odkryciu przez reporterów wydawnictwa, iż prawdziwe nazwisko Essjaya to Ryan Jordan i że jest on dwudziestoczterolatkiem, który opuścił uczelnię w Kentucky nie legitymowawszy się ani dyplomem uniwersyteckim, ani doświadczeniem w nauczaniu. Jimmy Wales początkowo komentował kwestię tożsamości Essjaya następująco: „Uważam to za pseudonim i nie jest to dla mnie problemem”. Larry Sanger, współzałożyciel projektu skrytykował wypowiedź Walesa. Wales wydał później oświadczenie, w którym napisał, że poprzednio nie miał pełnej świadomości o tym, że „Essjay wykorzystał niewiarygodną tożsamość w dyskusjach merytorycznych”. Dodał, że „Poprosiłem Essjaya o rezygnację ze stanowisk, obejmowanie których pociąga za sobą konieczność posiadania zaufania społeczności [Wikipedii]”. 
4 marca Essjay na swojej stronie użytkownika ogłosił swoje odejście, porzucił też swoje stanowisko w Wikii. W dyskusji nad przypadkiem Essjaya dziennik The New York Times zauważył, że społeczność Wikipedii zareagowała na incydent „zbiorową furią”:

Wydarzenie z Essjayem w roli głównej pozwala zauważyć niebezpieczeństwa leżące w zbiorowych projektach pokroju Wikipedii, u których podstaw leży dobra wiara wyznawana przez wielu współtwórców – często działających anonimowo lub posługujących się wymyślonymi przez samych siebie nazwami użytkownika. Ukazuje ono również przejrzystość procesów zachodzących w Wikipedii – wszystkie wpisy i zmiany są oznaczane i zachowywane, co pozwala czytelnikom na reagowanie na podejrzanie wyglądające stwierdzenia.

Sprawa Essjaya opisywana była szeroko w mediach, włącznie z materiałem w programie „World News with Charles Gibson” telewizji ABC i wiadomości wydanej przez Associated Press 7 marca 2007, podjętej przez ponad sto innych agencji prasowych. Kontrowersja doprowadziła do powstania opinii, że osoby legitymujące się dyplomami wyższych uczelni powinny udowodnić ich posiadanie przed podejmowaniem dyskusji merytorycznych w swojej specjalizacji w Wikipedii. Propozycja ta nie została jednak przyjęta.
Incydent doprowadził do krytyki Wikipedii w międzynarodowych mediach a na samej Wikipedii, krytyki anonimowości użytkowników i spadku zaufania do samozwańczych, anonimowych ekspertów w społeczności Wikipedii.

### Żartobliwa krytyka
Wikipedia często jest obiektem zainteresowania satyryków, którzy wytykają jej niedokładność rzeczową, wynikającą z wprowadzania niedokładnych edycji lub subiektywnego materiału, jak też wandalizmów. Dla przykładu, artykuł opublikowany w serwisie „The Onion” zatytułowano „Wikipedia Celebrates 750 Years Of American Independence” („Wikipedia świętuje 750-lecie niepodległości Stanów Zjednoczonych”). Czasopismo Mad wyśmiewało Wikipedię kilkakrotnie przy okazji komentowania bieżących wydarzeń.
W telewizyjnym programie The Colbert Report pojawił się fragment o nazwie „Wikiality”, w którym prowadzący program Stephen Colbert sugerował widzom by podjęli edycje artykułu „słoń” i dopisali wzmiankę o tym, że populacja słoni afrykańskich potroiła się przez ostatnie sześć miesięcy. Komentarz Colberta spowodował falę wandalizmów w artykułach Wikipedii. W swoim programie z dnia 28 stycznia 2007 Colbert podał, że Microsoft czynił wysiłki polegające na zatrudnieniu pracowników do takiego edytowania haseł dotyczących firmy, by prezentować ją w lepszym świetle. Gospodarz programu zasugerował potem, by artykuł „rzeczywistość” uzupełnić o następujące zdanie: „Rzeczywistość stała się towarem handlowym”, obiecując nagrodę w wysokości pięciu dolarów pierwszemu widzowi, który wprowadzi rzeczoną zmianę.
W jednym z odcinków kreskówki American Dad! („Black Mystery Month”) bohater Steve Smith szuka „miejsca, gdzie jeden człowiek może zamieścić informacje, które milion innych osób uzna za prawdziwe bez żądania dowodów”, po czym kieruje się na strony Wikipedii. Oskarżenia o to, jakoby Wikipedia była wykorzystywana jako platforma do zniesławiania przeciwników spowodowały pojawienie się w jednym z odcinków serialu animowanego The Simpsons, w którym uwięziony bandzior Snake wyznaje swojej dziewczynie: „Hej, mała, słuchaj no. Ktoś zmienił moją biografię w Wikipedii. Zabij go”.
Satyra przybierała też formy alternatywnych encyklopedii, pośród których znalazła się między innymi Uncyclopedia czy Encyclopedia Dramatica.

## Dalsze informacje
- Andrew Keen: The cult of the Amateur: how today’s internet is killing our culture. Nowy Jork: Doubleday/Currency, 2007. ISBN 978-0-385-52080-5. Brak numerów stron w książce (pokaźna krytyka Wikipedii i innych projektów Web 2.0). Posłuchaj: Does the Internet Undermine Culture?, wywiad NPR z A. Keenem, Weekend Edition Saturday, 16 czerwca 2007.